# Fluperolone
Il fluperolone è un cortisonico di sintesi, dotato di azione antinfiammatorie ed è indicato nella cura delle dermatosi non infettive (dermatiti ed eczemi da contatto ed allergici), ad attività prevalentemente antipruriginoso.
Si presenta come una polvere cristallina bianca, insolubile in acqua e solubile in solventi organici.
In terapia viene somministrato come pomata allo 0,1% per via topica.